# Frente Único
Frente Único es una localidad del municipio de Balancán ubicado en la subregión de los Ríos del estado mexicano de Tabasco.

## Geografía
La localidad se ubica a 3.4 kilómetros (en dirección noreste) de la localidad de Balancán de Domínguez, la cabecera y lugar más poblado del municipio. Se sitúa en las coordenadas geográficas 17°47′11″N 91°30′41″O / 17.786389, -91.511389, a una elevación de 9 metros sobre el nivel del mar.

## Demografía
Según el Conteo de Población y Vivienda 2020, efectuado por el Instituto Nacional de Estadística y Geografía, la localidad de Frente Único tiene 65 habitantes, de los cuales 38 son del sexo masculino y 27 del sexo femenino. Su tasa de fecundidad es de 2.76 hijos por mujer y tiene 21 viviendas particulares habitadas.
| Gráfica de evolución demográfica de Frente Único entre 1990 y 2020 |
|                                                                    |
| INEGI.                                                             |